# Rumänische Eishockeyliga 1950/51
Die Saison 1950/51 war die 21. Spielzeit der rumänischen Eishockeyliga, der höchsten rumänischen Eishockeyspielklasse. Meister wurde zum insgesamt zweiten Mal in der Vereinsgeschichte RATA Târgu Mureș.

## Playoffs

### Viertelfinale
- RATA Târgu Mureș – Locomotive Galați 16-0
- Avântul IPEIL Miercurea Ciuc – Locomotive Sighișoara 19-2
- Partizanul Bukarest – Steagul Roșu Brașov 2-0
- Știința Cluj – ETACS Iași 21-1

### Halbfinale
- RATA Târgu Mureș – Partizanul Bukarest 6-1
- Avântul IPEIL Miercurea Ciuc – Știința Cluj 5-2

### Spiel um Platz 3
- Partizanul Bukarest – Știința Cluj 5-4

### Finale
- RATA Târgu Mureș – Avântul IPEIL Miercurea Ciuc 4-2